# Niki Taylor
Niki Taylor, née le 5 mars 1975 , est un mannequin originaire de Floride, vivant aux États-Unis.
Sa sœur cadette Krissy Taylor, décédée en 1995 de la maladie de Naxos à l'âge de 17 ans, avait également embrassé la même carrière professionnelle.